# Messier 14
M14 (Messier 14 / NGC 6402) is een bolvormige sterrenhoop in het sterrenbeeld Slangendrager. Hij werd in 1764 ontdekt door Charles Messier en in datzelfde jaar door hem opgenomen in zijn catalogus van komeetachtige objecten als nummer 14.
M14 ligt op ongeveer 30.300 lichtjaar afstand en meet zo'n 100 lichtjaar in diameter. Hij is met een grote verrekijker al te zien maar een redelijk grote telescoop is nodig om individuele sterren te ontwaren. De helderste ster van de sterrenhoop is van magnitude +14.
De totale lichtkracht van M14 staat gelijk aan 400.000 keer die van de zon wat overeenkomt met een absolute helderheid van magnitude -9,12. In M14 zijn 70 veranderlijke sterren ontdekt, velen daarvan zijn van het type W Virginis dat vaak in bolhopen voorkomt.
In 1964 werd op in 1938 gemaakte fotografische platen ontdekt dat er indertijd in de sterrenhoop een nova had plaatsgevonden. De geschatte maximale helderheid van die nova was ongeveer magnitude +9,2.
Op iets meer dan 3° ten zuidwesten van M14 ligt de veel zwakkere bolhoop NGC 6366.